# Aeluroglena cucullata
Aeluroglena cucullata — вид змій родини полозових (Colubridae). Мешкає в Сомалі. Це єдиний представник монотипового роду Aeluroglena.

## Поширення і екологія
Aeluroglena cucullata відомі за п'ятьма зразками, зібраним в Сомаліленді на півночі Сомалі, біля кордону з Ефіопією. Можливо, вони також присутні в самій Ефіопії. Aeluroglena cucullata живуть в саванах і чагарниках.